# Edsån, Småland

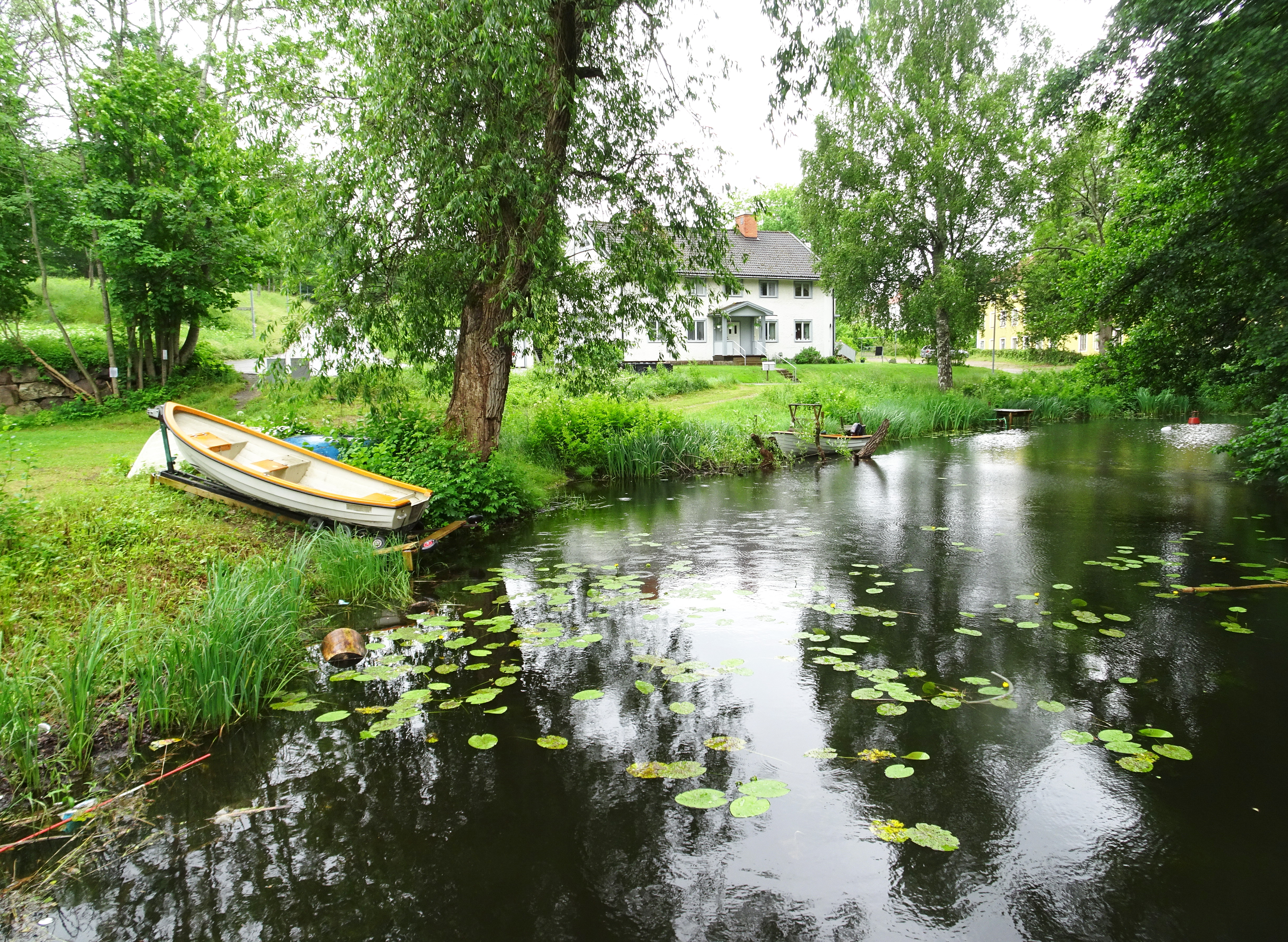
Edsån i Edsbruk, juli 2021.

Edsån är ett vattendrag mellan Storsjön och Syrsan i Västerviks kommun, Kalmar län.

## Beskrivning

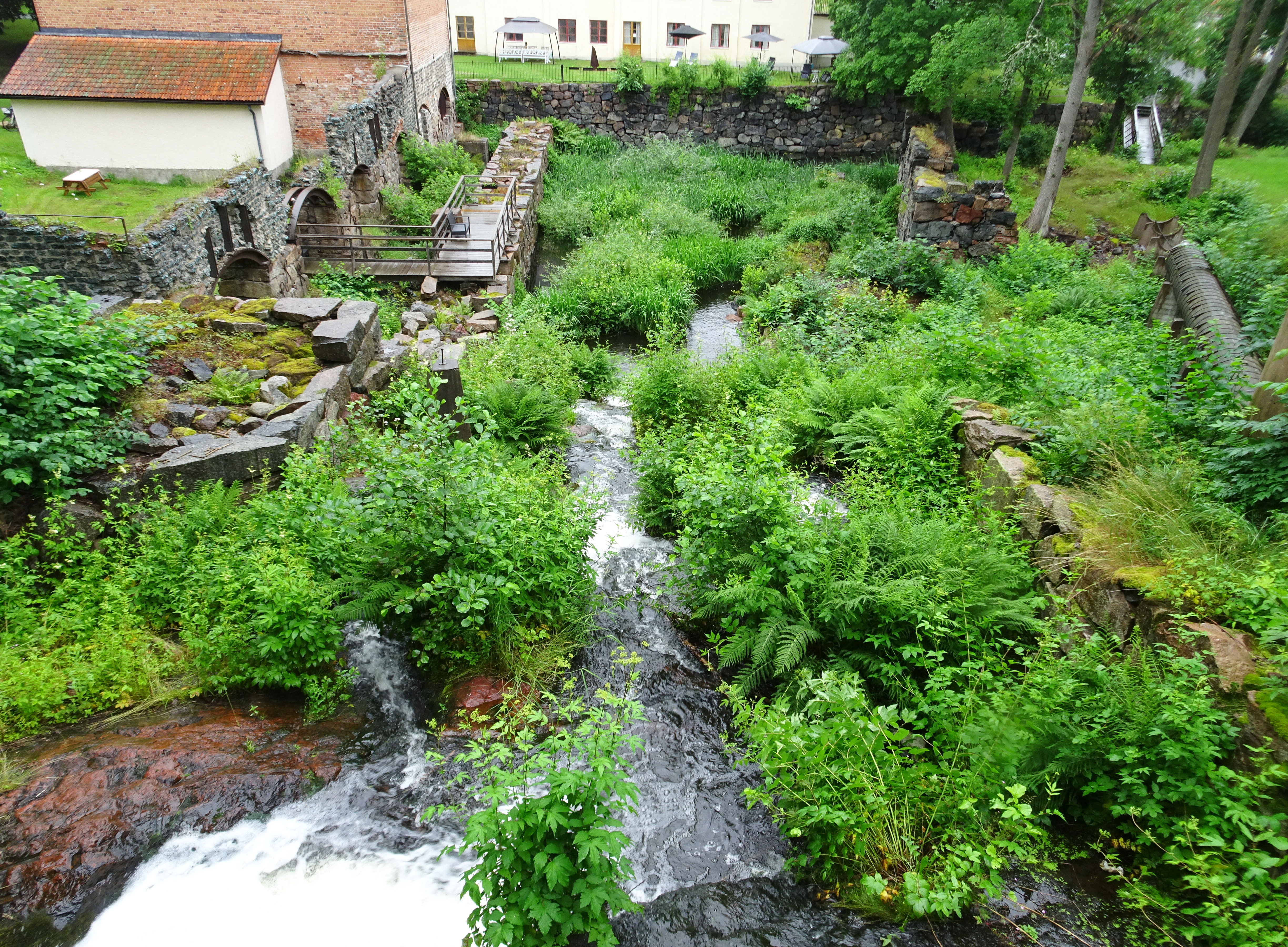
Vattenfall i gamla bruksområdet.

Edsån har sitt namn efter orten Ed eller Edh (numera Edsbruk). Genom området gick, innan landhöjningar och sjösänkningsföretag ändrade förutsättningarna, vattenvägen från Östersjökusten in i landet. Man kunde med båt ta sig ända till Linköping. Där sjöarna skildes åt av smala landremsor drogs båtarna på stockar. Ed betyder just "landet mellan två vatten". Edsån är således en sista rest efter en forntida segelled som gick via Uknadalens sjösystem mellan Östersjön och trakterna runt Linköping.
Edsån sträcker sig från Storsjön i norr och orten Edsbruk till Syran vid orten Helgenäs i söder. Nivåskillnaden mellan Storsjön och Syran är 13 meter och den fallhöjden utnyttjades sedan medeltiden för att driva mjöl- och sågkvarnar. Vid Storsjöns utlopp gör Edsån en nästan 180 graders sväng och här etablerades 1670 ett järnbruk som kom att bli känt som Eds Bruk. Verksamheten existerade under drygt 220 år och lades ner 1899. Därefter fanns här en pappersmassafabrik fram till 1991. Brukets välbevarade herrgård och arbetarkaserner i tjustempir samt masugnsgrund och ruinen efter smedjan skyddas numera som riksintresse för kulturmiljövården.